# Арока і Бургу
Аро́ка і Бу́ргу (порт. Arouca e Burgo; МФА: [ɐ.ˈɾo.kɐ i ˈbuɾ.gu]) — парафія в Португалії, в муніципалітеті Арока. Складова округу Авейру.  Входить до регіону Північ. За старим адміністративним поділом, що був чинним до 1976 року, територія парафії належала провінції Берегове Дору. Заснована 28 січня 2013 року. Площа парафії — 15,25 км², населення — 5178 ос. (2011), густота населення — 339,54 осіб/км²
. Патрон — Спаситель і святий Варфоломій. Поштовий індекс — 4540. Код  — 010421.
```
Сформована із колишніх парафій 
Арока
 та 
Бургу
.
```

## Географія

Арока (2013)
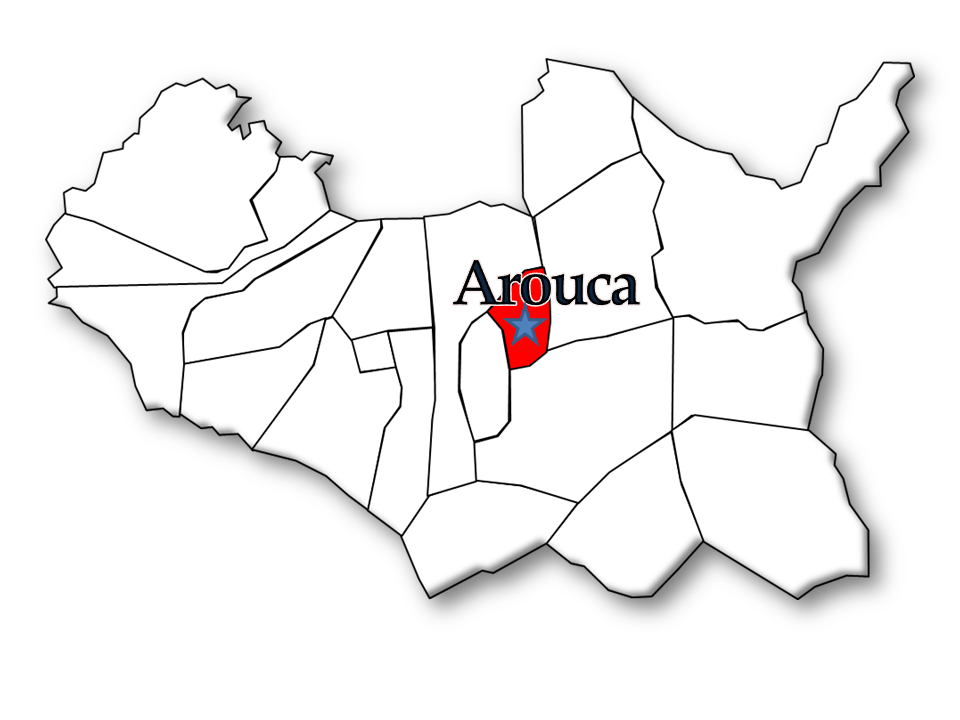
Арока
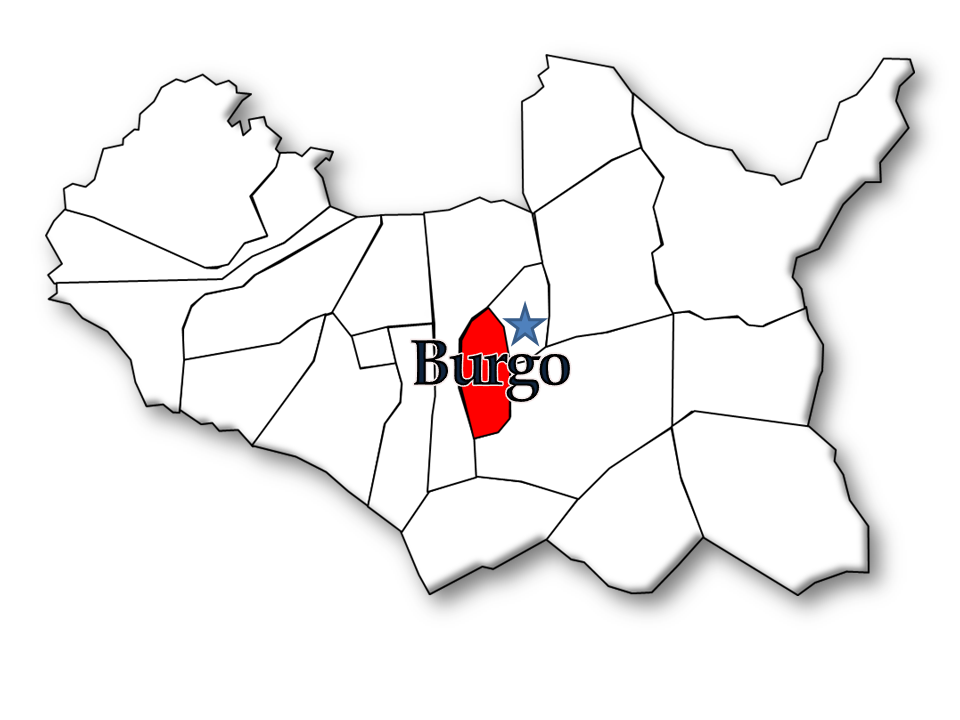
Бургу

## Населення
| 2011 |
| 5178 |

## Пам'ятки
- Ароцький монастир — колишній цистеріанський монастир XIII—XIX століття.